# Hecceidade
Hecceidade (do latim - haecceitas) é um termo de filosofia escolástica medieval, inicialmente concebida por seguidores de Duns Scotus para denotar um conceito que ele parece ter originado: as qualidades, propriedades ou características discretas de uma coisa que a torna uma coisa particular. Hecceidade é uma pessoa ou objeto thisness, a diferença individualizante entre o conceito "um homem" e o conceito "Sócrates" (isto é , uma pessoa específica).

## Etimologia
Hecceidade é uma tradução literal do termo equivalente em Aristóteles 's grego para ti esti (τὸ τί ἐστι) ou 'o que (ele) é.'
Charles Sanders Peirce mais tarde usou o termo como uma referência não descritiva a um indivíduo.

## Quididade
Hecceidade pode ser definida em alguns dicionários simplesmente como a «essência» de uma coisa, ou como um simples sinônimo de quididade ou hipokeimenon. No entanto, o termo às vezes é usado de maneira diferente na filosofia. Enquanto a hecceidade se refere aos aspectos de uma coisa que a torna uma coisa particular, a quididade se refere às qualidades universais de uma coisa, seu "o que" ou os aspectos de uma coisa que pode compartilhar com outras coisas e pelos quais pode fazer parte um gênero de coisas.
Duns Scotus faz a seguinte distinção:
Porque existe entre os seres algo indivisível em partes subjetivas - isto é, de tal forma que é formalmente incompatível ser dividido em várias partes, cada uma das quais é - a questão não é o que é pelo qual tal divisão é formalmente incompatível com ele (porque é formalmente incompatível por incompatibilidade), mas antes o que é pelo qual, como por um fundamento próximo e intrínseco, essa incompatibilidade está nele. Portanto, o sentido das perguntas sobre este tópico [de individuação] é: O que há em [por exemplo] esta pedra, por que, como por uma fundação próxima é absolutamente incompatível com a pedra para que possa ser dividido em várias partes cada um dos quais é esta pedra, o tipo de divisão que é próprio de um todo universal dividido em suas partes subjetivas?

-  Duns Scotus, Ordinatio II, d. 3, pág. 1. q. 2, n. 48
Embora termos como hecceidade, quididade, númeno e hipokeimenon evoquem a essência de uma coisa, cada um deles tem diferenças sutis e se referem a diferentes aspectos da essência da coisa.
Hecceidade, portanto, permitiu que Scotus encontrasse um meio-termo no debate sobre os universais entre o nominalismo e o realismo.

## Sociologia e filosofia
A construção social da realidade, etnometodologia e análise da conversação são as principais correntes que elaboraram durante os anos 1960 um novo tipo de sociologia - que influenciou a sociologia, a filosofia e a análise política posteriores. Harold Garfinkel é o fundador da etnometodologia e professor de Harvey Sacks, um dos fundadores da análise da conversação. Ele usou a palavra Hecceidade em seus estudos seminais em Etnometodologia (1967), para realçar o caráter indicial inevitável de qualquer expressão, comportamento ou situação. Segundo ele, os membros manifestam a ordem social a que se referem dentro dos contextos da situação que contribuem para definir. O estudo de situações particulares em sua "haecceidade" - com o objetivo de desvelar a ordem social ordinária e contínua que é construída pelos membros e suas práticas - é o objeto da etnometodologia.
Em seu famoso artigo geralmente referido como "Plenário do Parson" (1988), Garfinkel usou o termo "Haecceities" para indicar a importância das contingências infinitas em ambas as situações e práticas.
Garfinkel se baseava na fenomenologia e em Edmund Husserl, na lógica e em Bertrand Russell, na teoria da percepção e em Nelson Goodman. A fenomenologia é o campo de estudo dos fenômenos como tais e, portanto, pode ser vista como uma versão filosófica contemporânea do conceito medieval de haecceidade.
Gilles Deleuze usa o termo para denotar entidades que existem no plano de imanência. O uso foi provavelmente escolhido de acordo com seu conceito esotérico de diferença e individuação, e crítica da metafísica centrada no objeto.

## Influência
Gerard Manley Hopkins baseou-se em Scotus - a quem ele descreveu como “o mais raro revelador de veias” - para construir sua teoria poética da paisagem interna.
James Joyce fez uso semelhante do conceito de haecceitas para desenvolver sua ideia da epifania secular.